# Standaardtype GLS

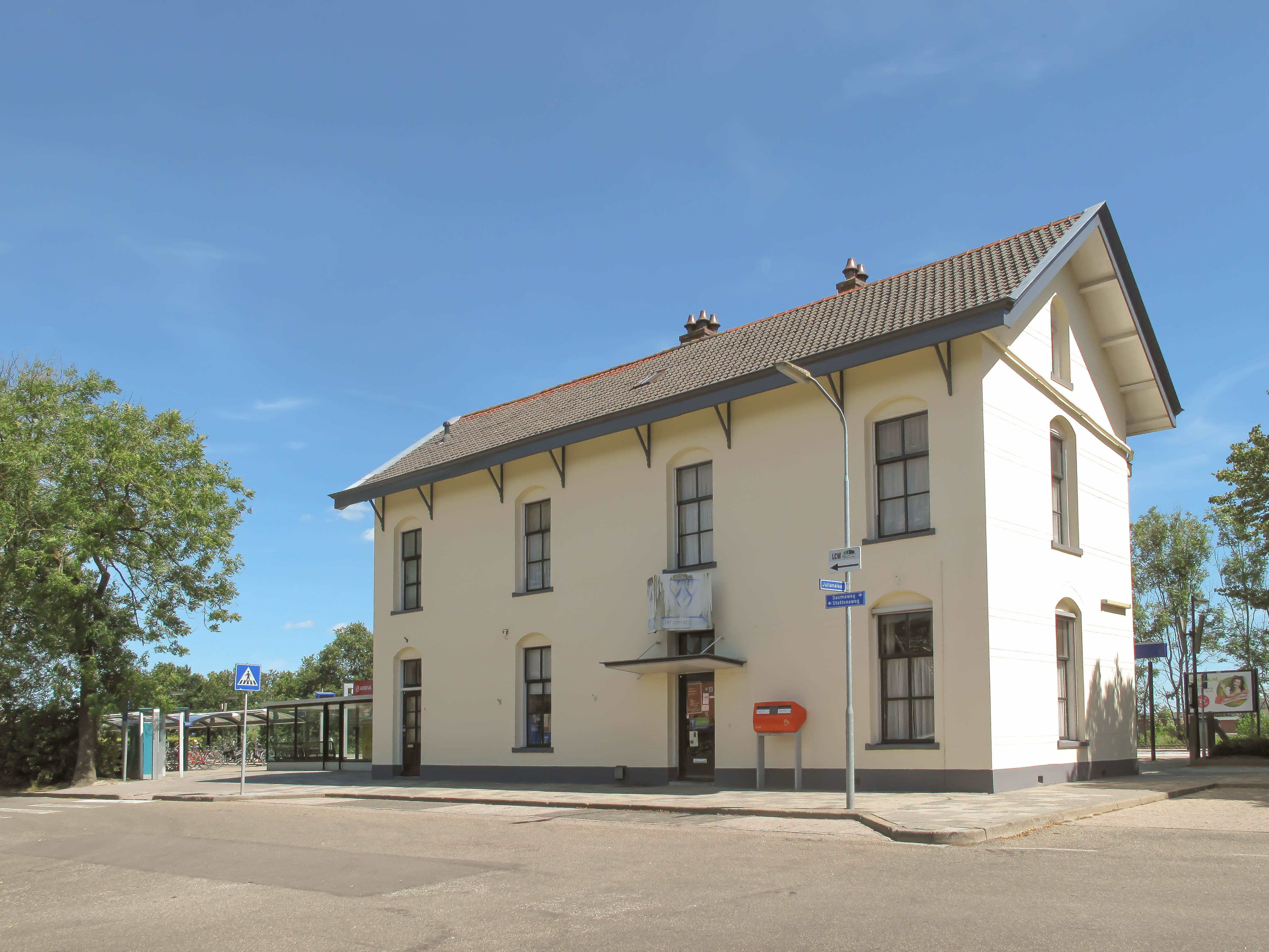
Station Baflo (1891), het enige stationsgebouw dat vandaag nog dienst doet.

Het Standaardtype GLS was een Nederlands stationsontwerp dat voor het eerst in 1891 werd gebruikt voor stations op de Spoorlijn Sauwerd - Roodeschool, dat destijds werd opgericht door de Groninger Lokaalspoorwegmaatschappij. Het ontwerp kent twee klasses. Van de zeven stations die hierin in te delen zijn, zijn er zes in 1973 gesloopt. Alleen Station Baflo bestaat nog. Alle stations zijn op 16 augustus 1893 in gebruik genomen, en alle doen nog steeds dienst.

## Stations van het type GLS Eerste Klasse
- Station Baflo (1891), nog aanwezig.
- Station Usquert (1891), gesloopt in 1973.
- Station Warffum (1891), gesloopt in 1973.
- Station Winsum (1891), gesloopt in 1973.

## Stations van het type GLS Tweede Klasse
- Station Roodeschool (1891), gesloopt in 1973.
- Station Uithuizen (1891), gesloopt in 1973.
- Station Uithuizermeeden (1891), gesloopt in 1973.

Douma (Beilen) · 
Eijs-Wittem ·
GLS ·
GOLS ·
Harmelen ·
Hemmen ·
HESM ·
KNLS ·
Loppersum ·
NCS ·
NFLS ·
NH ·
NOLS ·
Randstadspoorhalte ·
Sneek ·
Sextant ·
Staatsspoorwegen ·
Velsen-Zeeweg ·
Vierlingsbeek ·
Visvliet ·
Voorstadshalte ·
Woldjerspoor ·
WZ ·
ZB